# Parque Estadual do Rio Turvo
O Parque Estadual do Rio Turvo (PERT) é um parque estadual de São Paulo criado em 21 de fevereiro de 2008 (17 anos) a partir do antigo Parque Estadual de Jacupiranga. Integra o Mosaico de Unidades de Conservação do Jacupiranga, sendo uma das maiores porções de Mata Atlântica do Brasil. Importante para manutenção de ecossistemas marinhos e habitat do criticamente em perigo mico-leão-de-cara-preta e apresenta flora diversa, preservando a bacia do rio Turvo, um afluente do rio Ribeira do Iguape.
No PERT foi encontrado o mais antigo fóssil humano do estado de São Paulo, o homem da capelinha, com aproximadamente dez mil anos.